# Hub (Gemeinde Oberndorf)
Hub ist eine Katastralgemeinde der Gemeinde Oberndorf an der Melk im Bezirk Scheibbs in Niederösterreich.
Sie bestand bis 2020 aus den Ortschaften Oberhub und Unterhub.

## Siedlungsentwicklung
Zum Jahreswechsel 1979/1980 befanden sich in der Katastralgemeinde Hub insgesamt 133 Bauflächen mit 45.975 m² und 31 Gärten auf 108.815 m², 1989/1990 gab es 164 Bauflächen. 1999/2000 war die Zahl der Bauflächen auf 245 angewachsen und 2009/2010 bestanden 189 Gebäude auf 306 Bauflächen.

## Geschichte
Laut Adressbuch von Österreich waren im Jahr 1938 in der Ortsgemeinde Hub ein Tischler und mehrere Landwirte ansässig.

## Bodennutzung
Die Katastralgemeinde ist landwirtschaftlich geprägt. 618 Hektar wurden zum Jahreswechsel 1979/1980 landwirtschaftlich genutzt und 79 Hektar waren forstwirtschaftlich geführte Waldflächen. 1999/2000 wurde auf 749 Hektar Landwirtschaft betrieben und 97 Hektar waren als forstwirtschaftlich genutzte Flächen ausgewiesen. Ende 2018 waren 733 Hektar als landwirtschaftliche Flächen genutzt und Forstwirtschaft wurde auf 109 Hektar betrieben. Die durchschnittliche Bodenklimazahl von Hub beträgt 40,6 (Stand 2010).